# ALPPL2
ALPPL2‏ (Alkaline phosphatase, germ cell) هوَ بروتين يُشَفر بواسطة جين ALPPL2 في الإنسان.